# Округ Кауаи (Хаваји)
Кауаи (хав. Kauaʻi) је округ у америчкој савезној држави Хаваји.

## Демографија
По попису из 2010. године број становника је 67.091, што је 8.628 (14,8%) становника више него 2000. године.
| Група             | 2000.          | 2010.          |
| Белци             | 16.284 (27,9%) | 20.611 (30,7%) |
| Афроамериканци    | 177 (0,3%)     | 278 (0,4%)     |
| Азијати           | 21.042 (36,0%) | 21.016 (31,3%) |
| Хиспаноамериканци | 4.803 (8,2%)   | 6.315 (9,4%)   |
| Укупно            | 58.463         | 67.091         |